# Elvedin Džinič
Elvedin Džinič (Zavidovići, 1985. augusztus 25. –) szlovén válogatott labdarúgó.

## Pályafutása

### A válogatottban
Tagja volt a 2010-es világbajnokságon részt vevő szlovén válogatott keretének.

## Sikerei, díjai
MK Maribor
- Szlovén bajnok (2): 2008–09, 2010–11
- Szlovén kupa (1): 2009–10
- Szlovén szuperkupa (1): 2009

RSC Charleroi
- Belga másodosztályú bajnok (1): 2011–12